# Seizième circonscription de Paris de 1988 à 2012
Pour les articles homonymes, voir Seizième circonscription de Paris de 1958 à 1986 et Seizième circonscription de Paris depuis 2012.
La seizième circonscription de Paris est l'une des 21 circonscriptions électorales françaises que compte le département de Paris (75) situé en région Île-de-France. D'après les chiffres de l'Institut National de la Statistique et des Études Économiques (INSEE) de 1999, la population de cette circonscription est estimée à 95 181 habitants.

## Délimitation de la circonscription
Entre 1988, année des premières élections après le rétablissement du scrutin uninominal majoritaire par circonscription, et le redécoupage des circonscriptions réalisé en 2010, la circonscription recouvre trois quartiers du 17e arrondissement : les Ternes, la Plaine-de-Monceaux et une partie des Batignolles (à l'ouest des voies : rue de Saussure, boulevard Pereire et Rue de Rome).
Cette délimitation s'applique donc aux IXe, Xe, XIe, XIIe et XIIIe législatures de la Cinquième République française.
Cette seizième circonscription de Paris correspond à l'adjonction de la vingt-deuxième circonscription et d'une partie de la vingt-troisième circonscription de la période 1958-1986.
En 2012, cette circonscription a été intégrée à la nouvelle quatrième circonscription, hormis la partie du quartier des Batignolles qu'elle recouvrait qui a rejoint la nouvelle troisième circonscription.

## Liste des députés

### Élection du 16 mars 1986 au scrutin proportionnel
En 1985, le président de la république François Mitterrand changea le mode de scrutin des députés en rétablissant le scrutin proportionnel. Le nombre de députés du département de Paris fut ramené de 31 à 21.
| Législature | Début de mandat | Fin de mandat | Député élu  |  | Parti politique | Observations                                                       |
| ----------- | --------------- | ------------- | ----------- |  | --------------- | ------------------------------------------------------------------ |
| VIIIe       | 2 avril 1986    | 14 mai 1988   | René Béguet |  | RPR             | mandat écourté à la suite d'une dissolution de François Mitterrand |

### Députés de 1988 à 2012
Après les élections du 16 mars 1986, le nouveau premier ministre Jacques Chirac rétablissait le scrutin majoritaire à deux tours. Le nombre de députés était maintenu à 21 et les circonscriptions électorales antérieures étaient donc ramenées de 31 à 21. Une partie de l'ancienne vingt-deuxième circonscription et une partie de l'ancienne vingt-troisième ont formé la nouvelle seizième circonscription.
| Législature | Début de mandat | Fin de mandat  | Député élu            |  | Parti politique | Observations                                                  |
| ----------- | --------------- | -------------- | --------------------- |  | --------------- | ------------------------------------------------------------- |
| IXe         | 23 juin 1988    | 1er avril 1993 | Bernard Pons          |  | RPR             |                                                               |
| Xe          | 2 avril 1993    | 18 juin 1995   | Bernard Pons          |  | RPR             | nommé au gouvernement                                         |
| Xe          | 19 juin 1995    | 21 avril 1997  | Pierre Rémond         |  | RPR             | mandat écourté à la suite d'une dissolution de Jacques Chirac |
| XIe         | 12 juin 1997    | 18 juin 2002   | Bernard Pons          |  | RPR             |                                                               |
| XIIe        | 19 juin 2002    | 25 juin 2007   | Françoise de Panafieu |  | UMP             |                                                               |
| XIIIe       | 26 juin 2007    | 19 juin 2012   | Françoise de Panafieu |  | UMP             |                                                               |

## Résultats électoraux

### Élections législatives de 1988
|                | Bernard Pons sortant réélu | RPR (URC)            | 24 257 | 66,11  |  |  |  |
|                | Jean-Luc Gonneau           | PS                   | 7 780  | 21,20  |  |  |  |
|                | Serge Jeanneret            | FN                   | 3 547  | 9,67   |  |  |  |
|                | Danielle Espinosa          | PCF                  | 785    | 2,14   |  |  |  |
|                | François Orliac            | Divers droite        | 207    | 0,56   |  |  |  |
|                | Jean Scemama               | Extrême droite (POE) | 114    | 0,31   |  |  |  |
|                |                            |                      |        |        |  |  |  |
| Inscrits       | Inscrits                   | Inscrits             | 59 101 | 100,00 |  |  |  |
| Abstentions    | Abstentions                | Abstentions          | 21 866 | 37     |  |  |  |
| Votants        | Votants                    | Votants              | 37 235 | 63     |  |  |  |
| Blancs et nuls | Blancs et nuls             | Blancs et nuls       | 545    | 1,46   |  |  |  |
| Exprimés       | Exprimés                   | Exprimés             | 36 690 | 98,54  |  |  |  |

Le suppléant de Bernard Pons était Pierre Rémond, adjoint au maire de Paris, maire du 17ème arrondissement.

### Élections législatives de 1993
|                                         | Bernard Pons sortant réélu | RPR (UPF)                  | 22 545 | 63,14  |  |  |  |
|                                         | Jean-Luc Gonneau           | PS (ADFP)                  | 4 224  | 11,83  |  |  |  |
|                                         | Marine Le Pen              | FN                         | 3 963  | 11,1   |  |  |  |
|                                         | Francis Cremieux           | GÉ (EÉ)                    | 2 768  | 7,75   |  |  |  |
|                                         | Catherine Malier           | PCF                        | 823    | 2,3    |  |  |  |
|                                         | Dominique Franquenouille   | LT-LNÉ                     | 418    | 1,17   |  |  |  |
|                                         | Françoise Jolivet          | MDR                        | 372    | 1,04   |  |  |  |
|                                         | François Bayle             | UÉD                        | 326    | 0,91   |  |  |  |
|                                         | Jacques Souillot           | Divers gauche (Maj. prés.) | 111    | 0,31   |  |  |  |
|                                         | Gérard Laporte             | PLN                        | 90     | 0,25   |  |  |  |
|                                         | Chantal Mesa               | AP                         | 67     | 0,19   |  |  |  |
|                                         |                            |                            |        |        |  |  |  |
| Inscrits                                | Inscrits                   | Inscrits                   | 53 830 | 100,00 |  |  |  |
| Abstentions                             | Abstentions                | Abstentions                | 17 066 | 31,7   |  |  |  |
| Votants                                 | Votants                    | Votants                    | 36 764 | 68,3   |  |  |  |
| Blancs et nuls                          | Blancs et nuls             | Blancs et nuls             | 1 057  | 2,88   |  |  |  |
| Exprimés                                | Exprimés                   | Exprimés                   | 35 707 | 97,12  |  |  |  |
| Source : Le Monde des 7 et 14 juin 1988 |                            |                            |        |        |  |  |  |

Le suppléant de Bernard Pons était Pierre Rémond.

### Élections législatives de 1997
|                | Bernard Pons sortant réélu | RPR            | 17 206 | 53,63  |  |  |  |
|                | Élisabeth Larrieu          | PS             | 5 276  | 16,44  |  |  |  |
|                | Danièle Lançon             | FN             | 3 325  | 10,36  |  |  |  |
|                | Alexandre Varaut           | LDI (MPF)      | 1 924  | 6      |  |  |  |
|                | Martine Auber              | Les Verts      | 1 175  | 3,66   |  |  |  |
|                | Geneviève Jollet           | PCF            | 740    | 2,31   |  |  |  |
|                | Gérard Charnoz             | GÉ             | 621    | 1,94   |  |  |  |
|                | Pascal Demangeot           | LO             | 514    | 1,89   |  |  |  |
|                | Pascale Durel              | US4J           | 348    | 1,08   |  |  |  |
|                | Antoine Delacour           | MÉI            | 335    | 1,04   |  |  |  |
|                | Marie-Armelle Monod-Broca  | Divers droite  | 291    | 0,91   |  |  |  |
|                | Maurice Rubin              | MDR            | 190    | 0,59   |  |  |  |
|                | Éric Bleunven              | Divers gauche  | 100    | 0,31   |  |  |  |
|                | Gérard Laporte             | Divers         | 38     | 0,12   |  |  |  |
|                | Valérie Martin             | Divers         | 1      | 0      |  |  |  |
|                |                            |                |        |        |  |  |  |
| Inscrits       | Inscrits                   | Inscrits       | 52 196 | 100,00 |  |  |  |
| Abstentions    | Abstentions                | Abstentions    | 19 170 | 36,73  |  |  |  |
| Votants        | Votants                    | Votants        | 33 026 | 63,27  |  |  |  |
| Blancs et nuls | Blancs et nuls             | Blancs et nuls | 942    | 2,85   |  |  |  |
| Exprimés       | Exprimés                   | Exprimés       | 32 084 | 97,15  |  |  |  |

Le suppléant de Bernard Pons était Pierre Rémond.

### Élections législatives de 2002
| Candidat       | Candidat                   | Parti             | Premier tour | Premier tour | Second tour | Second tour |  |
| Candidat       | Candidat                   | Parti             | Voix         | %            | Voix        | %           |  |
| -------------- | -------------------------- | ----------------- | ------------ | ------------ | ----------- | ----------- |  |
|                | Françoise de Panafieu élue | UMP (diss)        | 14 217       | 40,83        | 18 688      | 100         |  |
|                | Bernard Pons sortant       | UMP               | 7 779        | 22,34        | Retrait     | Retrait     |  |
|                | Nelly Oehlhaffen           | PS                | 5 414        | 15,55        |             |             |  |
|                | Danièle Lançon             | FN                | 2 124        | 6,1          |             |             |  |
|                | Atanase Périfan            | RPR               | 1 737        | 4,99         |             |             |  |
|                | Camille Cabral             | Les Verts         | 832          | 2,39         |             |             |  |
|                | Alexandre Varaut           | MPF               | 719          | 2,07         |             |             |  |
|                | Vincent Borie              | ÉD                | 475          | 1,36         |             |             |  |
|                | Jocelyne Combe             | PCF               | 288          | 0,83         |             |             |  |
|                | Emmanuel Têtu              | Pôle républicain  | 286          | 0,82         |             |             |  |
|                | Olivier Séverin            | RPF               | 179          | 0,51         |             |             |  |
|                | Bernard Boyer              | MNR               | 166          | 0,48         |             |             |  |
|                | Germaine Bauer             | LO                | 131          | 0,38         |             |             |  |
|                | Lise Havard                | GÉ                | 128          | 0,37         |             |             |  |
|                | Catherine Mouliets         | ND                | 93           | 0,27         |             |             |  |
|                | Jeanne Olivier             | CPNT              | 71           | 0,2          |             |             |  |
|                | Louis Cariot               | Divers            | 68           | 0,2          |             |             |  |
|                | Jacqueline Cousin          | Divers écologiste | 60           | 0,17         |             |             |  |
|                | Olivier Lafond de Marsac   | Divers            | 43           | 0,12         |             |             |  |
|                | Michel Momont              | Divers            | 6            | 0,02         |             |             |  |
|                | David Malaquin             | Divers            | 1            | 0            |             |             |  |
|                |                            |                   |              |              |             |             |  |
| Inscrits       | Inscrits                   | Inscrits          | 49 709       | 100,00       | 49 695      | 100,00      |  |
| Abstentions    | Abstentions                | Abstentions       | 14 593       | 29,36        | 27 073      | 54,48       |  |
| Votants        | Votants                    | Votants           | 35 116       | 70,64        | 22 622      | 45,52       |  |
| Blancs et nuls | Blancs et nuls             | Blancs et nuls    | 299          | 0,85         | 3 934       | 17,39       |  |
| Exprimés       | Exprimés                   | Exprimés          | 34 817       | 99,15        | 18 688      | 82,61       |  |

Le suppléant de Françoise de Panafieu était Jean-François Rémond, masseur-kinésithérapeute à Paris, adjoint au maire du 17ème arrondissement de Paris.

### Élections législatives de 2007
|                | Françoise de Panafieu sortante réélue | UMP            | 22 695 | 64,68  |  |  |  |
|                | Christine Goudert-Martin              | PRG            | 4 385  | 12,5   |  |  |  |
|                | Olivier Mousson                       | UDF–MoDem      | 4 029  | 11,48  |  |  |  |
|                | Danièle Lançon                        | FN             | 1 111  | 3,17   |  |  |  |
|                | Yves Contassot                        | Les Verts      | 1 087  | 3,1    |  |  |  |
|                | Jean-Christophe Holenka               | NC             | 408    | 1,16   |  |  |  |
|                | Jacqueline Guillotin                  | LCR            | 305    | 0,87   |  |  |  |
|                | Marianne Druon                        | PCF            | 303    | 0,86   |  |  |  |
|                | Mehdi Guiraud                         | Divers         | 211    | 0,6    |  |  |  |
|                | Bernard Boyer                         | MNR            | 201    | 0,57   |  |  |  |
|                | Christiane Peugeot                    | Divers         | 156    | 0,44   |  |  |  |
|                | Michel Jallamion                      | MRC            | 110    | 0,31   |  |  |  |
|                | Germaine Bauer                        | LO             | 82     | 0,23   |  |  |  |
|                | Claudia Sale                          | Divers         | 3      | 0,01   |  |  |  |
|                |                                       |                |        |        |  |  |  |
| Inscrits       | Inscrits                              | Inscrits       | 55 455 | 100,00 |  |  |  |
| Abstentions    | Abstentions                           | Abstentions    | 20 118 | 36,28  |  |  |  |
| Votants        | Votants                               | Votants        | 35 337 | 63,72  |  |  |  |
| Blancs et nuls | Blancs et nuls                        | Blancs et nuls | 251    | 0,71   |  |  |  |
| Exprimés       | Exprimés                              | Exprimés       | 35 086 | 99,29  |  |  |  |